# Herb gminy Wysokie Mazowieckie
Herb gminy Wysokie Mazowieckie – jeden z symboli gminy Wysokie Mazowieckie, ustanowiony 20 czerwca 2013.

## Wygląd i symbolika
Herb przedstawia na tarczy w polu błękitnym srebrny wizerunek Matki Boskiej z Dzieciątkiem ze złotymi aureolami, wsparty na złotym księżycu barkiem w dół, w obu narożnikach po krzyżu kawalerskim złotym. Krzyże kawalerskie reprezentują wszystkie rody rycerskie zamieszkałe od wieków aż po dni dzisiejsze na terenie obecnej gminy.